# 符拉迪沃斯托克电车
符拉迪沃斯托克电车(俄语：Владивостокский трамвай)在俄罗斯滨海边疆区符拉迪沃斯托克上运行。目前，只有6路电车在运行。

## 历史
它始于1912年符拉迪沃斯托克站-卢戈瓦亚火车站线路的开通。最初的规格是1,000毫米，但在苏联成立后的1934年改为1,524毫米。延长线一直延续到苏联时期，1991年全长18.4公里，2009年取消，到2018年只剩下一条线（谷歌地图 （页面存档备份，存于））。

## 票价
截至2018年，票价统一为16卢布。

## 列车
截至 2018 年 6 月，已运营 26 辆电车。注册了 RVZ-6M2、KTM-5M3、71-608K 和 LM-93 四种型号。